# ラウサヴィーサ
ラウサヴィーサ（古ノルド語: lausavísa、複数形：lausavísur、即興小詩、機会詩と訳される場合もある）は、古ノルド語詩およびその後のアイスランド語詩において、単一スタンザ構成、または物語や主題の連続性で繋ぎ合わせられていないスタンザの集合を指す用語である。
ラウサヴィーサはサガのテクスト中において þá kvað （その時、吟じた）というフレーズと共に紹介されることが多い。
ラウサヴィーサは、歴史上の出来事を裏付けるために当時の人物が作ったとされる詩が引用されている場合と、作中の人物が即興で作った詩として描かれている場合がある。